# Paulstown
Paulstown es una localidad situada en el condado de Kilkenny, en Irlanda. Según el censo de 2022, tiene una población de 949 habitantes.
En esta localidad se encuentra el Castillo de Shankill, que recibe visitas a lo largo de todo el año.